# سیارک ۲۷۱۰۵
سیارک ۲۷۱۰۵ (به انگلیسی: 27105 Clarkben، نامگذاری:1998VB20)۲۷۱۰۵مین سیارک کشف شده‌است که در ۱۰ نوامبر ۱۹۹۸ کشف شد.